# Hochschule für Musik Detmold

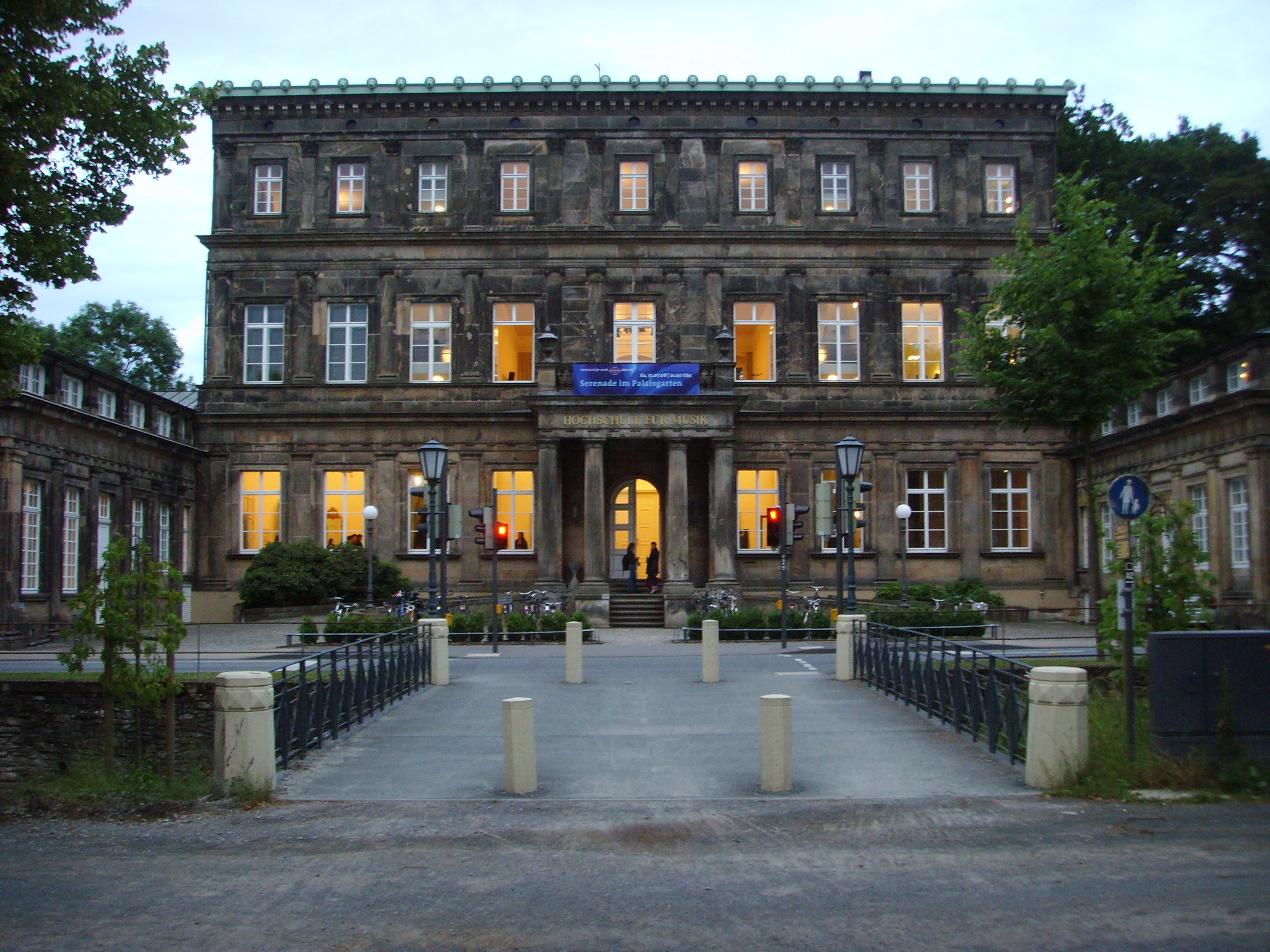
Hochschule für Musik Detmold - hoofdgebouw

Hochschule für Musik Detmold is een hogeschool voor muziek in Detmold, die opgericht werd in 1946.

## Geschiedenis
Na eerste plannen in 1944 is de hogeschool in 1946 als Nordwestdeutsche Musikakademie Detmold opgericht worden. In 1956 werd de officiële naam uitgebreid op: Nordwestdeutsche Musikakademie Detmold, Staatliche Hochschule für Musik. Nadat de hogescholen in Münster en Dortmund met de hogeschool in Detmold samengevoegd waren, werd in 1972 opnieuw de naam veranderd in Staatliche Hochschule für Musik Westfalen-Lippe - Nordwestdeutsche Musikakademie Detmold. De hogescholen in Münster en Dortmund werden als afdelingen verder gevoerd. In 1987 werd dan de huidige naam Hochschule für Musik Detmold ingevoerd. In 2003 kwam het tot een afsplitsing van de afdeling in Münster. De hogeschool voor muziek in Münster werd in 2004 aan de Westfälische Wilhelms-Universität (WWU) als afdeling aangesloten. De hogeschool voor muziek in Dortmund werd in 2004 gesloten.

## Tegenwoordig
De Hochschule für Musik Detmold is gelegen in het midden van een van de mooiste residentie-steden van Duitsland. Sinds meer dan 60 jaar doceren internationaal bekende instrumentalisten en pedagogen in een omgeving, die een pedagogisch-artistieke opleiding met een hoge intensiteit mogelijk maakt.
De hogeschool heeft totaal 10 opleiding-specifiek ingerichte gebouwen, die in vorm van een campus aan de heerlijke tuin van het voormalige paleis gelegen zijn. De strijkers, blazers, zangers en slagwerkers hebben hun eigen, op maat ingerichte gebouwen; de pianisten en organisten zijn geplaatst in het oude paleis, waar ook de grote kamermuziekbezettingen oefenen en concerteren; de musicologen werken in een villa aan de grens van de tuin, alhoewel schoolmuziek-studenten en studenten voor de instrumentale opleiding haar wetenschappelijke cursussen in het technisch buitengewoon ingerichte Pedagogiek-huis houden. Studenten in het vak opera kunnen hun podiums-training en haar scenisch uitvoeringen in het historische zomer-theater doen. De toonmeester-studio's zijn aan de grote concertzaal aangebouwd. Ook die is gelegen in de schaduw van de prachtige oude bomen, die de Engelse tuin kenmerkt.
Jaarlijks werd er een zomer-academie gehouden, waar de professoren en gast-professoren bijzonder getalenteerde studenten in meesterklassen verder opleiden.

## Bekende professoren en studenten
- Gerhard Allroggen
- Erich Andreas
- Maria Bayo
- Günter Bialas
- Georg Christoph Biller
- Lukas David
- Johannes Drießler
- Arno Forchert
- Wolfgang Fortner
- Werner Genuit
- Conrad Hansen
- Heinz Hoppe
- Nobuko Imai
- Rudolf Kelterborn
- Giselher Klebe
- Dieter Klöcker
- Manfred Kluge

- Sandor Konya
- Helmut Kretschmar
- Renate Kretschmar-Fischer
- Thomas Meyer-Fiebig
- Jost Michaels
- Diether de la Motte
- Geoffrey Moull
- André Navarra
- Rainer Padberg
- Emil Platen
- Christoph Poppen
- Roland Pröll
- Thomas Quasthoff
- Kurt Redel
- Hans Richter-Haaser
- Hans-Peter Schmitz
- Helmut Schneidewind

- Friedrich-Wilhelm Schnurr
- Godelieve Schrama
- Vera Schwarz
- Walter Steffens
- Martin Stephani
- Klaus Storck
- Max Strub
- Erich Thienhaus
- Kurt Thomas
- Wolfgang Trommer
- Anatol Ugorski
- Jürgen Ulrich
- Tibor Varga
- Alexander Wagner
- Günther Weißenborn
- Helmut Winschermann
- Karl Heinz Wörner
- Cornelia Wulkopf
- Karlheinz Zöller